# Kumiko Aso
Kumiko Aso (麻生久美子; Sanmu, 17 de junho de 1978) é uma atriz japonesa.

## Filmografia

### Filmes
- Kanzo Sensei - Sonoko (1998)
- Ningen Gokaku - Chizuru (1998)
- Pop Beat Killers - (2000)
- Ring 0: Birthday - Etsuko Tachihara (2000)
- Kaza-Hana - Miki (2000)
- Himawari - Tomomi Manabe (2000)
- Kairo - Michi Kudo (2001)
- Stereo Future - Mika Andou (2001)
- Rush! - Yasuko (2001)
- Red Shadow: Akakage - Asuka (2001)
- Zeitaku na Hone - Miyako (2001)
- Inochi - Irmã mais nova (2002)
- 11‘09“01 – September 11 (2002)
- Last Scene (2002)
- Iden & Tity - Namorada (2003)
- Slow Is Beautiful (2003)
- Makai tenshô - Clara Oshina (2003)
- Aoi Kuruma - Akemi Saeki (2004)
- Zebraman - Âncora de Jornal (2004)
- Eiko - Eki Akimori (2004)
- Casshern - Luna Kozuki (2004)
- Hasami Otoko - Chika (2005)
- Yajikita (2005)
- The Uchouten Hotel - Naomi Ohara (2006)
- Nada Sou Sou - Keiko Inamine (2006)
- Dororo (2007)
- Kaidan (2007)
- Hafez - Nabat (2007)
- Tenten - Mikaduki Shizuka (2007)
- Boku Tachi to Chuzai San no 700 Nichi Sensou - Kanako (2008)
- Tamio no Shiawase - Hitomi (2008)
- Jun Kissa Isobe - Motoko Sugawara (2008)
- Akiresu to Kame - Sachiko (jovem) (2008)
- Kodomo no Kodomo - Senhora Yagi (2008)
- Sumi Toka Batsu Toka (2009)
- Instant Numa - Haname Jinchoge (2009)
- Ultra Miracle Love Story (2009)
- Otonari (2009)

### Televisão
- Kimi to Deatte Kara - Yumi Hosokawa (TBS, 1996)
- Nacchan Ka - (TV Asahi, 1998, ep10)
- Second Chance (ep-1, 1999)
- Shinsengumi - O-Ryou (NHK, 2004)
- Jikou Keisatsu - Shizuka Mikazuki(TV Asahi, 2006)
- Kaette Kita Jikou Keisatsu - Shizuka Mikazuki (TV Asahi, 2007)
- Fujiko F. Fujio no Parallel Space - Kawai-ko-kun (WOWOW, 2008)